# Nullring
Der Nullring oder triviale Ring ist in der Mathematik der bis auf Isomorphie eindeutig bestimmte Ring, der nur aus einem Element – dem Nullelement – besteht. Das Nullelement ist damit zugleich das Einselement des Rings. Der Nullring besitzt eine Reihe besonderer Eigenschaften, so ist er beispielsweise der einzige Ring, in dem jedes Element eine Einheit ist, und der einzige Ring mit Eins, in dem es kein maximales Ideal gibt. In der Kategorie der Ringe mit Eins ist der Nullring terminales Objekt und in der Kategorie aller Ringe das Nullobjekt.

## Definition
Der Nullring {\displaystyle (\{0\},+,\cdot )} ist ein Ring bestehend aus der einelementigen Menge {\displaystyle \{0\}} versehen mit der einzig möglichen Addition gegeben durch
{\displaystyle 0+0=0}
und der einzig möglichen Multiplikation gegeben durch
{\displaystyle 0\cdot 0=0}.
Das Element {\displaystyle 0} ist also zugleich das Nullelement und das Einselement des Rings.

## Eigenschaften
Der Nullring ist ein kommutativer Ring mit Eins. Da das Nullelement kein Nullteiler ist, ist der Nullring nullteilerfrei. Der Nullring ist der einzige Ring, in dem das Nullelement eine Einheit ist, und sogar der einzige Ring, in dem jedes Element eine Einheit ist. Nach dem Lemma von Zorn ist er der einzige unitäre Ring, in dem es kein maximales Ideal gibt.
Jeder Ring {\displaystyle R}, in dem {\displaystyle 1=0} gilt, ist isomorph zum Nullring, denn dann gilt
{\displaystyle r=1\cdot r=0\cdot r=0}
für alle Elemente {\displaystyle r\in R}. Man begegnet dem Nullring zum Beispiel, wenn man einen Ring nach sich selbst faktorisiert, oder indem man nach einem multiplikativen System, welches das Nullelement beinhaltet, lokalisiert.
Der Nullring ist der einzige Ring, bei dem die Division (die Umkehrung der Multiplikation) völlig uneingeschränkt für alle Elemente, und d. h. in diesem Fall auch durch 0, möglich ist: Das Ergebnis ist 0.
Der Nullring ist kein Körper, da für diese Strukturen immer {\displaystyle 1\neq 0} gefordert wird. Er ist auch kein Integritätsring, da er für einen beliebigen Ring {\displaystyle R} isomorph zu {\displaystyle R/R} ist, der ganze Ring aber kein Primideal ist.

## Kategorientheorie
In der Kategorie der Ringe mit Eins ist der Nullring terminales Objekt, das heißt von jedem Ring gibt es genau einen Morphismus in den Nullring. Weiterhin ist jeder Morphismus aus dem Nullring heraus bereits ein Isomorphismus.
In der Kategorie aller Ringe ist der Nullring sogar das Nullobjekt.